# 150-я бригада ракетных кораблей
150-я Краснознамённая бригада ракетных кораблей, сокращённо 150-я БРК (до 14 августа 1961 года — 150-я бригада эскадренных миноносцев, сокращённо 150-я БЭМ) — соединение Черноморского флота СССР, действовавшее с 1953 по 1994 годы.

## История соединения
29 марта 1953 года приказом Военно-Морского Министра СССР в составе эскадры Черноморского флота была сформирована 150-я бригада эскадренных миноносцев. В её первоначальный состав вошли новейшие эскадренные миноносцы проекта 30-бис «Бессменный», «Безукоризненный», «Бдительный», «Безудержный» и проекта 31 «Бесшумный». 
Осенью 1955 года в состав бригады начали поступать новые эсминцы проекта 56, первым из которых в состав бригады вошёл «Блестящий». В 1956—1957 годах в состав бригады вошли ещё 7 эсминцев проекта 56: «Бывалый», «Бравый», «Бесследный», «Бурливый», «Благородный», «Пламенный» и «Напористый». 
В 1958 году в состав бригады вошёл ракетный корабль (модернизированный эсминец) «Бедовый» проекта 56М, эсминец «Бравый» прошёл модернизацию по проекту 56К, а в следующем году состав соединения пополнил «Прозорливый». 
В 1960—1961 годах в состав бригады вошли 3 больших ракетных корабля проекта 57: «Гневный», «Упорный» и «Бойкий». Позднее два первых корабля были переведены на Тихоокеанский флот, а «Бойкий» в 1970 году отправлен на модернизацию в Ленинград, после чего служил на Балтийском флоте.
В апреле 1961 года на основании закона о новом значительном сокращении Вооружённых Сил СССР была расформирована эскадра Черноморского флота, обе дивизии крейсеров (44-я и 50-я), две из трёх бригад эскадренных миноносцев (187-я и 188-я), а 150-я бригада была переформирована и передана в прямое подчинение командующему Черноморским флотом. Все корабли из расформированных соединений флота (5 крейсеров, четыре больших ракетных корабля, семь эсминцев проекта 30-бис и четыре проекта 56, два судна-цели, семь кораблей 50-го дивизиона кораблей резерва и др.) временно вошли в состав 150-й бригады, число входящих в соединение кораблей достигло 51 вымпела.
14 августа 1961 года соединение было переименовано в 150-ю бригаду ракетных кораблей. Часть кораблей и судов, ранее входивших в состав соединения, была передана новообразованной 63-й бригаде ремонтирующихся и резервных кораблей. С января 1962 по 30 июня 1966 года в составе бригады служили большие противолодочные корабли проекта 61.

### Состав бригады на конец 1969 год[4]
Корабли 1-го ранга
- «Грозный» ракетный крейсер проекта 58,
- «Адмирал Головко» ракетный крейсер проекта 58,

Корабли 2-го ранга
- «Дзержинский» крейсер проекта 68-бис ,
- «Бойкий» БПК проекта 57-бис,
- «Прозорливый» БПК проекта 57-бис,
- «Бедовый» БПК проекта 56-ЭМ,
- «Неуловимый» БПК проекта 56-ЭМ,
- «Бравый» эскадренный миноносец проекта 56,
- «Находчивый» эскадренный миноносец проекта 56,
- «Напористый» эскадренный миноносец проекта 56,
- «Отзывчивый» эскадренный миноносец проекта 56,
- «Озаренный» эскадренный миноносец проекта 56.

31 марта 1969 года 150-я Краснознамённая бригада ракетных кораблей в составе управления и штаба была включена в состав организуемой 30-й дивизии противолодочных кораблей.  
Корабли бригады на протяжении всего существования 5-й Средиземноморской эскадры кораблей ВМФ несли на сменной основе боевые службы в Средиземном море.
В апреле 1975 года 150-я бригада ракетных кораблей была выведена из состава 30-й дивизии противолодочных кораблей в целях улучшения управления и руководства соединением, но в феврале 1990 года вновь была включена в состав 30-й дивизии ПЛК.

## Награды соединения
- Орден Красного Знамени, вручён 7 марта 1968 года командиру соединения С. С. Соколану Главнокомандующим ВМФ Адмиралом Флота Советского Союза С. Г. Горшковым (Указ Президиума Верховного Совета СССР от 22 февраля 1968 года «За большой вклад в дело укрепления оборонной мощи Советского государства, успехи в боевой и политической подготовке и в связи с 50-летием Советской Армии и ВМФ»)[3].

## Известные командиры соединения

### 150-я БЭМ
- капитан 2-го ранга Григорий Алексеевич Бондаренко[2];
- капитан 2-го ранга Василий Иванович Быков;
- капитан 2-го ранга Игорь Андреевич Сысоев;
- капитан 1-го ранга Степан Григорьевич Луков;
- капитан 2-го ранга Евгений Васильевич Левашов.

### 150-я БРК
- 1 апреля 1961—1963 — капитан 1-го ранга В. В. Михайлин[2];
- 1963—1965 — капитан 1-го ранга Георгий Фёдорович Степанов[3];
- 1965—1969 — капитан 1-го ранга, с 1967 контр-адмирал Степан Степанович Соколан[3];
- 1969—1971 -капитан 1-го ранга, с 1970 контр-адмирал Васюков Лев Яковлевич,
- капитан 1-го ранга Ушаков Александр Петрович,
- капитан 1-го ранга Рябинский Николай Иванович,
- капитан 1 -го ранга Корнейчук Волин Александрович,
- 1983—1987 —  капитан 1-го ранга Ерёмин Василий Петрович[7],
- капитан 1-го ранга Рыженко Алексей Алексеевич,
- капитан 1-го ранга Фомин Виктор Васильевич,
- капитан 1-го ранга Крикунов Виктор Алексеевич.